# Natación sincronizada en los Juegos Olímpicos de Los Ángeles 2028
Las competiciones de natación artística en los Juegos Olímpicos de Los Ángeles 2028 se realizarán en el las Playas de Long Beach de Los Ángeles, en julio de 2028.